# Società Sportiva Lazio 1987-1988
Questa voce raccoglie le informazioni riguardanti la Società Sportiva Lazio nelle competizioni ufficiali della stagione 1987-1988.

## Stagione
La Lazio si è classificata al terzo posto nel campionato di Serie B 1987-1988, tornando così in Serie A dopo tre stagioni tra i cadetti, allenata da Eugenio Fascetti. Sale di categoria con Bologna, Lecce ed Atalanta. Con 14 reti il miglior marcatore biancoazzurro di stagione è stato Monelli.
In Coppa Italia la squadra romana è stata eliminata al primo turno nell'ottavo girone di qualificazione che ha promosso Pisa e Juventus. In questa 40ª edizione si sono fatti esperimenti, chi vince ottiene 3 punti, chi pareggia va ai calci di rigore, come è accaduto alla Lazio con Pisa e Juventus, chi vince ai rigori si prende 2 punti, chi perde 1 punto.

## Divise e sponsor
Il fornitore di materiale tecnico per la stagione 1987-1988 è Kappa, mentre è confermato lo sponsor ufficiale Cassa di Risparmio di Roma.
| Casa | Trasferta |

## Organigramma societario
Area direttiva
- Proprietario: Renato Bocchi
- Presidente: Gianmarco Calleri
- Vice Presidente: Giorgio Calleri
- Segretaria: Gabriella Grassi

Area tecnica
- Direttore sportivo: Carlo Regalia
- Allenatore: Eugenio Fascetti
- Allenatore in seconda: Giancarlo Oddi

## Rosa
| N. |                   | Ruolo | Calciatore           |
| -- | ----------------- | ----- | -------------------- |
|    | Italia (bandiera) | P     | Valerio Fiori        |
|    | Italia (bandiera) | P     | Silvano Martina      |
|    | Italia (bandiera) | P     | Alessandro Salafia   |
|    | Italia (bandiera) | D     | Paolo Beruatto       |
|    | Italia (bandiera) | D     | Luca Brunetti        |
|    | Italia (bandiera) | D     | Luciano Foschi       |
|    | Italia (bandiera) | D     | Angelo Gregucci      |
|    | Italia (bandiera) | D     | Giorgio Magnocavallo |
|    | Italia (bandiera) | D     | Raimondo Marino      |
|    | Italia (bandiera) | D     | Massimo Piscedda     |
|    | Italia (bandiera) | C     | Antonio Elia Acerbis |
|    | Italia (bandiera) | C     | Federico Agostinelli |
|    | Italia (bandiera) | C     | Oberdan Biagioni     |

| N. |                      | Ruolo | Calciatore         |
| -- | -------------------- | ----- | ------------------ |
|    | Italia (bandiera)    | C     | Giancarlo Camolese |
|    | Italia (bandiera)    | C     | Domenico Caso (C)  |
|    | Italia (bandiera)    | C     | Vincenzo Esposito  |
|    | Italia (bandiera)    | C     | Ciro Muro          |
|    | Italia (bandiera)    | C     | Gabriele Pin       |
|    | Italia (bandiera)    | C     | Gabriele Savino    |
|    | Italia (bandiera)    | C     | Eugenio Sgarbossa  |
|    | Italia (bandiera)    | A     | Paolo Di Canio     |
|    | Italia (bandiera)    | A     | Giuseppe Galderisi |
|    | Italia (bandiera)    | A     | Paolo Monelli      |
|    | Argentina (bandiera) | A     | Fabio Nigro        |
|    | Italia (bandiera)    | A     | Antonio Rizzolo    |

## Calciomercato

### Sessione estiva
| Acquisti | Acquisti           | Acquisti     | Acquisti      |
| R.       | Nome               | da           | Modalità      |
| -------- | ------------------ | ------------ | ------------- |
| P        | Silvano Martina    | Torino       | definitivo    |
| D        | Paolo Beruatto     | Torino       | definitivo    |
| D        | Raffaele Perna     | Frosinone    | fine prestito |
| D        | Luciano Foschi     | Rondinella   | fine prestito |
| C        | Ciro Muro          | Napoli       | definitivo    |
| C        | Gabriele Savino    | L.R. Vicenza | definitivo    |
| C        | Eugenio Sgarbossa  | Rondinella   | fine prestito |
| A        | Paolo Di Canio     | Ternana      | fine prestito |
| A        | Giuseppe Galderisi | Milan        | prestito      |
| A        | Paolo Monelli      | Fiorentina   | definitivo    |
| A        | Fabio Nigro        | Viterbese    | definitivo    |

| Cessioni | Cessioni                   | Cessioni       | Cessioni      |
| R.       | Nome                       | a              | Modalità      |
| -------- | -------------------------- | -------------- | ------------- |
| P        | Mario Ielpo                | Cagliari       | definitivo    |
| P        | Giuliano Terraneo          | Lecce          | definitivo    |
| D        | Ernesto Calisti            | Fiorentina     | definitivo    |
| D        | Antonio Delucca            | Monza          | prestito      |
| D        | Daniele Filisetti          | Venezia-Mestre | definitivo    |
| D        | Raffaele Perna             | Lodigiani      | prestito      |
| D        | Gabriele Podavini          | Genoa          | definitivo    |
| C        | Massimo Falessi            | Alessandria    | definitivo    |
| C        | Rodolfo Gentilini          | Massese        | definitivo    |
| A        | Giuliano Fiorini           | Venezia-Mestre | definitivo    |
| A        | Paolo Mandelli             | Inter          | fine prestito |
| A        | Fabio Poli                 | Bologna        | definitivo    |
| A        | Giampaolo Saurini          | Cagliari       | prestito      |
| A        | Antonio Maurizio Schillaci | Messina        | prestito      |

### Sessione autunnale
| Acquisti | Acquisti | Acquisti | Acquisti |
| R.       | Nome     | da       | Modalità |
| -------- | -------- | -------- | -------- |

| Cessioni | Cessioni             | Cessioni | Cessioni   |
| R.       | Nome                 | a        | Modalità   |
| -------- | -------------------- | -------- | ---------- |
| D        | Giorgio Magnocavallo | Barletta | definitivo |
| C        | Eugenio Sgarbossa    | Monopoli | definitivo |

## Risultati

### Serie B

#### Girone di andata
| Arbitro: | Gava (Conegliano) |

|                            |           |  |
| Monelli 32’ (rig.) Pin 40’ | Marcatori |  |

| Arbitro: | Novi (Pisa) |

|             |           |  |
| Mossini 55’ | Marcatori |  |

| Arbitro: | Paparesta (Bari) |

|                           |           |                       |
| Galderisi 37’ Monelli 61’ | Marcatori | 11’ Pradella 45’ Poli |

| Modena 4 ottobre 1987 4ª giornata | Modena          | 0 – 0 referto | Lazio | Stadio Alberto Braglia (9 000 spett.)\| Arbitro: \| Pucci (Firenze) \| |
| Arbitro:                          | Pucci (Firenze) |               |       |                                                                        |

| Arbitro: | Amendolia (Messina) |

|             |           |  |
| Monelli 55’ | Marcatori |  |

| Arbitro: | Frigerio (Milano) |

|             |           |                |
| Monelli 19’ | Marcatori | 41’ Fermanelli |

| Piacenza 25 ottobre 1987 7ª giornata | Piacenza       | 0 – 0 referto | Lazio | Stadio Galleana (10 000 spett.)\| Arbitro: \| Luci (Firenze) \| |
| Arbitro:                             | Luci (Firenze) |               |       |                                                                 |

| Arbitro: | Pairetto (Nichelino) |

|                           |           |  |
| Vincenzi 36’ Pasculli 76’ | Marcatori |  |

| Arbitro: | Felicani (Bologna) |

|                  |           |  |
| Rossi 11’ (aut.) | Marcatori |  |

| Arbitro: | Dal Forno (Ivrea) |

|  |           |             |
|  | Marcatori | 77’ Allievi |

| Arbitro: | Esposito (Torre del Greco) |

|  |           |             |
|  | Marcatori | 69’ Monelli |

| Arbitro: | Pucci (Firenze) |

|                  |           |  |
| Muro 44’ Pin 73’ | Marcatori |  |

| Arbitro: | Felicani (Bologna) |

|                   |           |             |
| F. Signorelli 22’ | Marcatori | 21’ Monelli |

| Roma 13 dicembre 1987 14ª giornata | Lazio              | 0 – 0 referto | Catanzaro | Stadio Olimpico (24 437 spett.)\| Arbitro: \| Di Cola (Avezzano) \| |
| Arbitro:                           | Di Cola (Avezzano) |               |           |                                                                     |

| Udine 20 dicembre 1987 15ª giornata | Udinese         | 0 – 0 referto | Lazio | Stadio Friuli (12 277 spett.)\| Arbitro: \| Nicchi (Arezzo) \| |
| Arbitro:                            | Nicchi (Arezzo) |               |       |                                                                |

| Roma 3 gennaio 1988 16ª giornata | Lazio       | 0 – 0 referto | Bari | Stadio Olimpico (28 000 spett.)\| Arbitro: \| Novi (Pisa) \| |
| Arbitro:                         | Novi (Pisa) |               |      |                                                              |

| Brescia 10 gennaio 1988 17ª giornata | Brescia           | 0 – 0 referto | Lazio | Stadio Mario Rigamonti (18 000 spett.)\| Arbitro: \| Dal Forno (Ivrea) \| |
| Arbitro:                             | Dal Forno (Ivrea) |               |       |                                                                           |

| Roma 17 gennaio 1988 18ª giornata | Lazio           | 0 – 0 referto | Parma | Stadio Olimpico (25 000 spett.)\| Arbitro: \| Nicchi (Arezzo) \| |
| Arbitro:                          | Nicchi (Arezzo) |               |       |                                                                  |

| Arbitro: | Felicani (Bologna) |

|                                         |           |                          |
| Chierici 13’ Roselli 30’ Paolinelli 36’ | Marcatori | 14’, 49’ Savino 84’ Muro |

#### Girone di ritorno
| Arbitro: | Frigerio (Milano) |

|                    |           |                      |
| Faccini 70’ (rig.) | Marcatori | 19’ Monelli 35’ Muro |

| Arbitro: | Pucci (Firenze) |

|                           |           |  |
| Susic 2’ (aut.) Savino 9’ | Marcatori |  |

| Arbitro: | Pairetto (Nichelino) |

|                       |           |  |
| Poli 5’ Marronaro 67’ | Marcatori |  |

| Arbitro: | Dal Forno (Ivrea) |

|                                              |           |  |
| Marino 4’ Beruatto 53’ Bellaspica 65’ (aut.) | Marcatori |  |

| Cremona 13 marzo 1988 24ª giornata | Cremonese      | 0 – 0 referto | Lazio | Stadio Giovanni Zini (10 000 spett.)\| Arbitro: \| Luci (Firenze) \| |
| Arbitro:                           | Luci (Firenze) |               |       |                                                                      |

| Arbitro: | Lo Bello (Siracusa) |

|                          |           |  |
| Da Re 34’ Piacentini 71’ | Marcatori |  |

| Arbitro: | Esposito (Torre del Greco) |

|                                                              |           |                                   |
| Savino 20’, 32’ Monelli 39’ Gregucci 81’ Tomasoni 86’ (aut.) | Marcatori | 29’ (aut.) Marino 59’ (aut.) Caso |

| Roma 2 aprile 1988 27ª giornata | Lazio            | 0 – 0 referto | Lecce | Stadio Olimpico (50 000 spett.)\| Arbitro: \| D'Elia (Salerno) \| |
| Arbitro:                        | D'Elia (Salerno) |               |       |                                                                   |

| Arbitro: | Cornieti (Forlì) |

|                    |           |             |
| Garlini 63’ (rig.) | Marcatori | 20’ Monelli |

| Arbitro: | Felicani (Bologna) |

|  |           |            |
|  | Marcatori | 39’ Savino |

| Arbitro: | Luci (Firenze) |

|                                       |           |                                   |
| Muro 31’ Savino 44’, 53’ Gregucci 79’ | Marcatori | 42’ Scarnecchia 80’ (rig.) Fusini |

| Arbitro: | Sguizzato (Verona) |

|          |           |  |
| Bivi 22’ | Marcatori |  |

| Arbitro: | Cornieti (Forlì) |

|              |           |  |
| Gregucci 90’ | Marcatori |  |

| Arbitro: | D'Elia (Salerno) |

|          |           |               |
| Soda 50’ | Marcatori | 90+3’ Monelli |

| Arbitro: | Amendolia (Messina) |

|                               |           |  |
| Rizzolo 9’ Monelli 21’ (rig.) | Marcatori |  |

| Bari 29 maggio 1988 35ª giornata | Bari             | 0 – 0 referto | Lazio | Stadio della Vittoria (Bari) (16 765 spett.)\| Arbitro: \| Casarin (Milano) \| |
| Arbitro:                         | Casarin (Milano) |               |       |                                                                                |

| Arbitro: | Nicchi (Arezzo) |

|                          |           |  |
| Piscedda 26’ Rizzolo 57’ | Marcatori |  |

| Arbitro: | Paparesta (Bari) |

|               |           |             |
| Di Nicola 84’ | Marcatori | 50’ Rizzolo |

| Arbitro: | Pezzella (Frattamaggiore) |

|                            |           |              |
| Marino 9’ Monelli 47’, 53’ | Marcatori | 79’ De Vitis |

### Coppa Italia

#### Primo turno
| Arbitro: | Magni (Bergamo) |

|                                       |                      |                                  |
| Bernazzani Sclosa Cecconi Cuoghi Gori | Tiri di rigore 4 – 5 | Galderisi Pin Muro Monelli Nigro |

| Arbitro: | Casarin (Milano) |

|                            |                      |                                 |
| Galderisi 2’               | Marcatori            | 51’ Mauro                       |
| Galderisi Monelli Pin Caso | Tiri di rigore 2 – 4 | Magrin Vignola De Agostini Brio |

| Arbitro: | Bergamo (Livorno) |

|             |           |  |
| Monelli 44’ | Marcatori |  |

| Arbitro: | Luci (Firenze) |

|                                            |           |  |
| Soda 3’, 44’ Palanca 4’, 57’ Chiarella 82’ | Marcatori |  |

| Arbitro: | Felicani (Bologna) |

|                 |           |  |
| Savino 34’, 75’ | Marcatori |  |

## Statistiche

### Statistiche di squadra
| Competizione | Punti | In casa | In casa | In casa | In casa | In casa | In casa | In trasferta | In trasferta | In trasferta | In trasferta | In trasferta | In trasferta | Totale | Totale | Totale | Totale | Totale | Totale | DR  |
| Competizione | Punti | G       | V       | N       | P       | Gf      | Gs      | G            | V            | N            | P            | Gf           | Gs           | G      | V      | N      | P      | Gf     | Gs     | DR  |
| ------------ | ----- | ------- | ------- | ------- | ------- | ------- | ------- | ------------ | ------------ | ------------ | ------------ | ------------ | ------------ | ------ | ------ | ------ | ------ | ------ | ------ | --- |
| Serie B      | 47    | 19      | 12      | 6       | 1       | 31      | 9       | 19           | 3            | 11           | 5            | 11           | 16           | 38     | 15     | 17     | 6      | 42     | 25     | +17 |
| Coppa Italia | 9     | 3       | 2       | 1       | 0       | 4       | 1       | 2            | 0            | 1            | 1            | 0            | 5            | 5      | 2      | 2      | 1      | 4      | 6      | -2  |
| Totale       |       | 22      | 14      | 7       | 1       | 35      | 10      | 21           | 3            | 12           | 6            | 11           | 21           | 43     | 17     | 19     | 7      | 46     | 31     | +15 |

### Statistiche dei giocatori
Nel conteggio delle reti realizzate si aggiungano quattro autoreti a favore in campionato.
| Giocatore       | Serie B  | Serie B | Coppa Italia | Coppa Italia | Totale   | Totale |
| Giocatore       | Presenze | Reti    | Presenze     | Reti         | Presenze | Reti   |
| --------------- | -------- | ------- | ------------ | ------------ | -------- | ------ |
| A.E. Acerbis    | 31       | 0       | 3            | 0            | 34       | 0      |
| F. Agostinelli  | 1        | 0       | -            | -            | 1        | 0      |
| P. Beruatto     | 35       | 1       | 5            | 0            | 40       | 1      |
| O. Biagioni     | 3        | 0       | -            | -            | 3        | 0      |
| L. Brunetti     | 21       | 0       | 4            | 0            | 25       | 0      |
| G. Camolese     | 20       | 0       | 5            | 0            | 25       | 0      |
| D. Caso         | 25       | 0       | 4            | 0            | 29       | 0      |
| P. Di Canio     | -        | -       | -            | -            | -        | -      |
| V. Esposito     | 23       | 0       | 5            | 0            | 28       | 0      |
| V. Fiori        | -        | -       | -            | -            | -        | -      |
| L. Foschi       | 1        | 0       | -            | -            | 1        | 0      |
| G. Galderisi    | 33       | 1       | 5            | 1            | 38       | 2      |
| A. Gregucci     | 32       | 3       | 5            | 0            | 37       | 3      |
| G. Magnocavallo | -        | -       | -            | -            | -        | -      |
| R. Marino       | 36       | 2       | 5            | 0            | 41       | 2      |
| S. Martina      | 36       | -21     | 5            | -6           | 41       | -27    |
| P. Monelli      | 37       | 13      | 5            | 1            | 42       | 14     |
| C. Muro         | 37       | 4       | 1            | 0            | 38       | 4      |
| F. Nigro        | 5        | 0       | 4            | 0            | 9        | 0      |
| G. Pin          | 36       | 2       | 5            | 0            | 41       | 2      |
| M. Piscedda     | 26       | 1       | 2            | 0            | 28       | 1      |
| A. Rizzolo      | 14       | 3       | 1            | 0            | 15       | 3      |
| A. Salafia      | 3        | -4      | -            | -            | 3        | -4     |
| G. Savino       | 35       | 8       | 5            | 2            | 40       | 10     |
| E. Sgarbossa    | -        | -       | -            | -            | -        | -      |